# Hyattville
Hyattville és una concentració de població designada pel cens dels Estats Units a l'estat de Wyoming. Segons el cens del 2000 tenia 73 habitants.

## Demografia
Segons el cens del 2000, Hyattville tenia 73 habitants, 32 habitatges, i 20 famílies. La densitat de població era de 6,9 habitants/km².
Dels 32 habitatges en un 25% hi vivien nens de menys de 18 anys, en un 53,1% hi vivien parelles casades, en un 9,4% dones solteres, i en un 34,4% no eren unitats familiars. En el 31,3% dels habitatges hi vivien persones soles el 15,6% de les quals corresponia a persones de 65 anys o més que vivien soles. El nombre mitjà de persones vivint en cada habitatge era de 2,28 i el nombre mitjà de persones que vivien en cada família era de 2,81.
Per edats la població es repartia de la següent manera: un 26% tenia menys de 18 anys, un 5,5% entre 18 i 24, un 21,9% entre 25 i 44, un 27,4% de 45 a 60 i un 19,2% 65 anys o més.
L'edat mediana era de 42 anys. Per cada 100 dones de 18 o més anys hi havia 100 homes.
La renda mediana per habitatge era de 23.125 $ i la renda mediana per família de 45.625 $. Els homes tenien una renda mediana de 29.375 $ mentre que les dones 17.813 $. La renda per capita de la població era de 20.324 $. Entorn de l'11,8% de les famílies i el 6,5% de la població estaven per davall del llindar de pobresa.

## Poblacions més properes
El següent diagrama mostra les poblacions més properes.